# Преображенка (Зубово-Полянський район)
Преображе́нка (рос. Преображенка, ерз. Преображенка) — селище у складі Зубово-Полянського району Мордовії, Росія. Входить до складу Горенського сільського поселення.
Населення — 13 осіб (2010; 12 у 2002).
Національний склад станом на 2002 рік:
- росіяни — 83 %